# Òscar Gistau
Òscar Gistau Ferreño (Salou, 8 de março de 2008) é um futebolista espanhol que atua como atacante. Atualmente, joga pelo Barcelona B.

## Vida pregressa
Gistau é natural de Salou, Espanha.

## Carreira
Gistau juntou-se às categorias de base do Barcelona em 2022, onde foi considerado um dos jogadores mais importantes do clube.

## Vida pessoal
O pai de Gistau, Coque Gistau, também foi jogador.